# ロベルト・ペレス (捕手)
ロベルト・ペレス（Roberto Pérez, 1988年12月23日 - ）は、プエルトリコのマヤグエス出身のプロ野球選手（捕手）。右投右打。MLBのボストン・レッドソックス傘下所属。愛称はベボ。

## 経歴

### プロ入り前
2006年のMLBドラフトでロサンゼルス・ドジャースから29巡目（全体863位）指名されたが、フロリダ・ゲートウェイ・コミュニティカレッジへ進学した。

### プロ入りとインディアンス時代
2008年のMLBドラフトでクリーブランド・インディアンスから33巡目（全体1011位）で指名され、契約を結びプロ入りを果たした。
2009年、A-級マホニングバレー・スクラッパーズでプロデビュー。4試合に出場した。6月からルーキー級アリゾナリーグ・インディアンスでプレー。34試合に出場し、打率.351、3本塁打、31打点、4盗塁だった。8月にA級レイクカウンティ・キャプテンズへ昇格。17試合に出場し、打率.214だった。
2010年はA級レイクカウンティで118試合に出場し、打率.217、6本塁打、38打点、1盗塁だった。
2011年はA+級キンストン・インディアンスで94試合に出場し、打率.225、2本塁打、30打点、1盗塁だった。
2012年はAA級アクロン・エアロズで95試合に出場し、打率.212、1本塁、打31打点だった。
2013年はAA級アクロンとAAA級コロンバス・クリッパーズでプレー。AAA級では67試合に出場し、打率.176、24打点だった。この年はベル麻痺を患っていた。
2014年はAAA級コロンバスで開幕を迎え、53試合に出場。打率.305、8本塁打、43打点、1盗塁と結果を残し、7月8日にインディアンスとメジャー契約を結んだ。背番号はロベルト・ヘルナンデスが長く着けていた「55」に決まった。7月10日のニューヨーク・ヤンキース戦でメジャーデビュー。「9番・捕手」として先発起用され、7回裏の第3打席にデビッド・フェルプスからメジャー初安打となる左前打を記録。4打席目にはジム・ミラーから初打点となる2点本塁打を放った。この日は3打数2安打、2打点、1四球だった。メジャー1年目のシーズンは控え捕手として29試合に出場し、打率.271、1本塁打、4打点を記録した。
2015年は、ヤン・ゴームズが離脱していた時期もあった為、70試合に出場して打率.228、7本塁打、21打点、OPS.751を記録した。
2016年、前年と同じくゴームズの長期離脱があり、61試合に出場。打撃面では打率.183、3本塁打、17打点、OPS.579に留まった。ポストシーズンでは自身初出場ながら、ゴームズの故障もあって全試合で先発出場し、ワールドシリーズ進出に貢献した。
2017年開幕前の2月8日に第4回ワールド・ベースボール・クラシック（WBC）のプエルトリコ代表に、ヤディアー・モリーナの控えとして選出された。3月22日の決勝アメリカ合衆国戦に敗戦し、2大会連続で準優勝となった。開幕直前の4月1日、2020年までの4年総額900万ドルで契約延長（2021年に550万ドル、2022年に700万ドルのそれぞれ球団オプションあり）。このシーズンは73試合の出場で打率.207、8本塁打、37打点などを記録。
2018年は62試合の出場で、自身最低の打率.168、2本塁打、19打点だった。
2019年は前年のオフに正捕手のヤン・ゴームズがトレード移籍したことにより初めて正捕手となった。119試合の出場で規定打席には届かなかったものの、打率.239、24本塁打、63打点、OPS.774などの自己最高の打撃成績を残した。守備では守備率.997、盗塁阻止率41%（リーグ1位）、0捕逸、24暴投の好成績でゴールドグラブ賞とフィールディング・バイブル・アワードを初受賞した。シーズン捕逸0としては歴代で4番目に多い試合数（118）であった（1930年以降）。
2020年は60試合制で32試合に出場し、打撃では打率.165、1本塁打、5打点、OPS.480などと自身最低の水準まで成績が低下した。守備では無失策、盗塁阻止率71%（リーグ1位）、0捕逸、7暴投の好成績で2年連続でゴールドグラブ賞とフィールディング・バイブル・アワードを受賞した。オフには球団が550万ドルの契約オプションを行使した。
2021年オフの11月5日にFAとなった。

### パイレーツ時代
2021年12月1日にピッツバーグ・パイレーツと500万ドルの単年契約を結んだ。
2022年オフの11月6日にFAとなった。

### ジャイアンツ時代
2023年1月29日にサンフランシスコ・ジャイアンツとマイナー契約を結んだ。3月25日にメジャー契約を結び、アクティブ・ロースター入りした。開幕から正捕手として起用されたが、4月8日に右肩の回旋筋腱板を痛め故障者リスト入り。13日に手術を受け、同年の残りの試合を全休した。オフの11月3日にFAとなった。

### レッドソックス傘下時代
2023年12月13日にボストン・レッドソックスとマイナー契約を結んだ。

## 詳細情報

### 年度別打撃成績
| 年 度     | 球 団     | 試 合 | 打 席 | 打 数 | 得 点 | 安 打 | 二 塁 打 | 三 塁 打 | 本 塁 打 | 塁 打 | 打 点 | 盗 塁 | 盗 塁 死 | 犠 打 | 犠 飛 | 四 球 | 敬 遠 | 死 球 | 三 振 | 併 殺 打 | 打 率 | 出 塁 率 | 長 打 率 | O P S |
| --------- | --------- | ----- | ----- | ----- | ----- | ----- | -------- | -------- | -------- | ----- | ----- | ----- | -------- | ----- | ----- | ----- | ----- | ----- | ----- | -------- | ----- | -------- | -------- | ----- |
| 2014      | CLE       | 29    | 95    | 85    | 10    | 23    | 5        | 0        | 1        | 31    | 4     | 0     | 0        | 5     | 0     | 5     | 0     | 0     | 26    | 2        | .271  | .311     | .365     | .676  |
| 2015      | CLE       | 70    | 226   | 184   | 30    | 42    | 9        | 1        | 7        | 74    | 21    | 0     | 0        | 5     | 2     | 33    | 1     | 2     | 64    | 9        | .228  | .348     | .402     | .751  |
| 2016      | CLE       | 61    | 184   | 153   | 14    | 28    | 6        | 1        | 3        | 45    | 17    | 0     | 0        | 5     | 3     | 23    | 0     | 0     | 44    | 4        | .183  | .285     | .294     | .579  |
| 2017      | CLE       | 73    | 248   | 217   | 22    | 45    | 12       | 0        | 8        | 81    | 38    | 0     | 1        | 4     | 1     | 26    | 0     | 0     | 71    | 4        | .207  | .291     | .373     | .664  |
| 2018      | CLE       | 62    | 210   | 179   | 16    | 30    | 9        | 1        | 2        | 47    | 19    | 1     | 0        | 7     | 2     | 21    | 0     | 1     | 70    | 6        | .168  | .256     | .263     | .519  |
| 2019      | CLE       | 119   | 449   | 389   | 46    | 93    | 9        | 1        | 24       | 176   | 63    | 0     | 0        | 7     | 4     | 45    | 1     | 4     | 127   | 12       | .239  | .321     | .452     | .774  |
| 2020      | CLE       | 32    | 110   | 97    | 6     | 16    | 2        | 0        | 1        | 21    | 5     | 0     | 0        | 0     | 0     | 11    | 0     | 2     | 38    | 2        | .165  | .264     | .216     | .480  |
| 2021      | CLE       | 44    | 161   | 141   | 13    | 21    | 3        | 0        | 7        | 45    | 17    | 1     | 0        | 2     | 0     | 17    | 0     | 1     | 56    | 1        | .149  | .245     | .319     | .564  |
| 2022      | PIT       | 21    | 69    | 60    | 8     | 14    | 2        | 0        | 2        | 22    | 8     | 0     | 0        | 0     | 0     | 9     | 0     | 0     | 25    | 1        | .233  | .333     | .367     | .700  |
| 2023      | SF        | 5     | 17    | 15    | 0     | 2     | 0        | 0        | 0        | 2     | 1     | 0     | 0        | 0     | 0     | 2     | 0     | 0     | 6     | 0        | .133  | .235     | .133     | .369  |
| MLB：10年 | MLB：10年 | 516   | 1769  | 1520  | 165   | 314   | 57       | 4        | 55       | 544   | 193   | 2     | 1        | 35    | 12    | 192   | 2     | 10    | 527   | 41       | .207  | .298     | .358     | .655  |

- 2023年度シーズン終了時

### 年度別守備成績
捕手守備
| 年 度 | 球 団 | 捕手（C） | 捕手（C） | 捕手（C） | 捕手（C） | 捕手（C） | 捕手（C） | 捕手（C） | 捕手（C） | 捕手（C） | 捕手（C） | 捕手（C） |
| 年 度 | 球 団 | 試 合     | 刺 殺     | 補 殺     | 失 策     | 併 殺     | 守 備 率  | 捕 逸     | 企 図 数  | 許 盗 塁  | 盗 塁 刺  | 阻 止 率  |
| ----- | ----- | --------- | --------- | --------- | --------- | --------- | --------- | --------- | --------- | --------- | --------- | --------- |
| 2014  | CLE   | 29        | 217       | 24        | 3         | 2         | .988      | 1         | 22        | 14        | 8         | .364      |
| 2015  | CLE   | 69        | 568       | 42        | 4         | 2         | .993      | 4         | 43        | 25        | 18        | .419      |
| 2016  | CLE   | 61        | 476       | 29        | 2         | 3         | .996      | 3         | 26        | 13        | 13        | .500      |
| 2017  | CLE   | 71        | 664       | 33        | 2         | 6         | .997      | 5         | 30        | 17        | 13        | .433      |
| 2018  | CLE   | 58        | 538       | 26        | 5         | 3         | .991      | 3         | 36        | 27        | 9         | .250      |
| 2019  | CLE   | 118       | 1082      | 52        | 3         | 12        | .997      | 0         | 49        | 29        | 20        | .408      |
| 2020  | CLE   | 32        | 291       | 21        | 0         | 2         | 1.000     | 0         | 14        | 4         | 10        | .714      |
| 2021  | CLE   | 43        | 375       | 11        | 4         | 1         | .990      | 3         | 19        | 16        | 3         | .158      |
| 2022  | PIT   | 20        | 163       | 4         | 1         | 0         | .994      | 1         | 9         | 6         | 3         | .333      |
| 2023  | SF    | 5         | 41        | 1         | 0         | 0         | 1.000     | 0         | 4         | 4         | 0         | .000      |
| MLB   | MLB   | 506       | 4415      | 243       | 24        | 31        | .995      | 20        | 252       | 155       | 97        | .385      |

内野守備
| 年 度 | 球 団 | 一塁（1B） | 一塁（1B） | 一塁（1B） | 一塁（1B） | 一塁（1B） | 一塁（1B） |
| 年 度 | 球 団 | 試 合      | 刺 殺      | 補 殺      | 失 策      | 併 殺      | 守 備 率   |
| ----- | ----- | ---------- | ---------- | ---------- | ---------- | ---------- | ---------- |
| 2021  | CLE   | 1          | 1          | 1          | 0          | 1          | 1.000      |
| MLB   | MLB   | 1          | 1          | 1          | 0          | 1          | 1.000      |

- 2023年度シーズン終了時
- 各年度の太字はリーグ最高
- 各年度の太字年はゴールドグラブ賞受賞

### 表彰
- ゴールドグラブ賞（捕手部門）：2回（2019年、2020年）
- フィールディング・バイブル・アワード：2回（2019年、2020年）

### 記録
- シーズン最少捕逸：0（守備試合数118は歴代4位[8]）

### 背番号
- 55（2014年 - 2022年）

### 代表歴
- 2017 ワールド・ベースボール・クラシック・プエルトリコ代表